# Rubídium-szelenid
A rubídium-szelenid kémiai vegyület, a hidrogén-szelenid rubídiumsója, képlete Rb2Se.

## Előállítása
A rubídium-szelenid higany-szelenid és rubídium reakciójával állítható elő. Elemeiből történő szintézise is lehetséges folyékony ammóniában.

## Tulajdonságai
Kristályai köbösek, tércsoportja: {\displaystyle Fm{\bar {3}}m}. Rácsállandója: a = 801,0 pm, elemi cellája négy ionpárt tartalmaz.

## Felhasználása
A rubídium-szelenidet – cézium-szeleniddel együtt – napelemekben használják.

## Fordítás
Ez a szócikk részben vagy egészben  a   Rubidiumselenid című német Wikipédia-szócikk ezen változatának fordításán alapul.  Az eredeti cikk szerkesztőit annak laptörténete sorolja fel. Ez a jelzés csupán a megfogalmazás eredetét és a szerzői jogokat jelzi, nem szolgál a cikkben szereplő információk forrásmegjelöléseként.